# Malcolm u sredini
Malcolm u sredini (eng. Malcolm in the Middle) je američka humoristična serija. Serija je prvi put emitirana 9. siječnja 2000. godine, a završila je nakon šest i pol godina 14. svibnja 2006. godine. nakon sedam sezona. Osvojila je sedam Emmyja, jedan Grammy, a nominirana je za sedam Zlatnih globusa.

## Radnja
Malcolm je mladi genijalac koji živi ispod svojih mogućnosti s dvoje braće i ludim roditeljima. Serija prikazuje kako Malcolm pokušava biti popularan uz starijeg brata Reesea koji je tipičan glupi nasilnik, mlađeg brata Deweyja, majku Louis koja drži sve konce u rukama, tatu Hala koji se užasno boji svoje supruge i trećeg najstarijeg brata Francisa koji je poslan u vojnu školu zbog svojeg neodgovornog ponašanja. Serija ide kronološki od kako je devetogodišnji Malcolm prebačen u razred za "pametnu" djecu. Malcolm pokušava biti popularan, ali mu to ne uspijeva zbog njegovih "štreberskih" prijatelja i najvažnije, njegove majke koja ga uvijek uspijeva osramotiti pred svima. Njegov otac Hal je opsesivni luđak koji uvijek prekorači mjeru u svojim čudnim namjerama. Francis je poslan u vojnu školu zbog nedoličnog ponašanja i nakon nekog vremena napušta školu i odlazi na Aljasku gdje očekuje veliku svotu novca, a koju baš nije dobio, ali je oženio mladu indijanku Piamu. 
Malcolm, Reese, Dewey i Francis, nakon nekog vremena dobivaju brata Jamieja. U zadnjoj epizodi vidimo da je Loisin test na trudnoću pozitivan, ali nikad ne saznamo je li ikad dobila djevojčicu ili dječaka, i je li uopće dobila svoju šestu bebu.

## Likovi

### Glavni likovi
- Malcolm Jetson - Frankie Muniz
- Lois Jetson - Jane Kaczmarek
- Reese Jetson - Justin Berfield
- Hal Jetson - Bryan Cranston
- Dewey Jetson - Erik Per Sullivan
- Francis Jetson - Christopher Masterson
- Jamie Jetson - James i Lukas Rodriguez.

### Sporedni likovi
- Piama Tananahaakna - Emy Coligado
- Craig Feldspar - David Anthony Higgins
- Stevie Kenarban - Craig Lamar Traylor

## Vanjske poveznice
- Službena stranica  Arhivirana inačica izvorne stranice od 25. kolovoza 2010. (Wayback Machine)
- Malcom u sredini u internetskoj bazi filmova IMDb-a